# Maciachini
Maciachini is een metrostation in de Italiaanse stad Milaan dat werd geopend op 8 december 2003 en wordt bediend door lijn 3 van de metro van Milaan.

## Geschiedenis
Het metroplan uit 1952 dat in 1955 werd goedgekeurd kende een mogelijk tracé onder de Via Marche als noordelijk deel van lijn 3. In 1959 lag er een eerste concreet voorstel voor een station onder de Piazza Maciachini. Het Milanese vervoersbedrijf kwam toen met een plan om, net als bij de interlokale trams in het Addadal, de interlokale trams in Brianza, het gebied tussen Milaan en de Zwitserse grens, op vrije banen te leggen. Deze linee celeri della Brianza (Sneltrams van Brianza) zouden in een tunnel tussen Garibaldi FS en Maciachini lopen en verder naar het noorden over een vrije baan langs de Via Enrico Fermi. Het plan voor de vrije trambanen in Brianza werd niet uitgevoerd, maar lijn 3 werd wel doorgetrokken naar de Piazza Maciachini. Hiertoe werden de eindpunten van de interlokale tramlijnen op 12 april 1999 van de Piazza Maciachini verder naar het noorden verplaatst. Op 8 december 2003 werd het het noordelijke eindpunt van lijn 3. Op 26 maart 2011 werd lijn 3 doorgetrokken tot vlak bij de autostrada serenissima onder de voormalige route van de westtak van de interlokale trams.